# Chalfont St Giles
Pour les articles homonymes, voir St Giles et Gilles.
Chalfont St Giles est un village et une paroisse civile du Buckinghamshire, en Angleterre.

## Personnalités liées à la commune
- John Milton (1608-1674), poète anglais. Sa maison, « Milton's Cottage », est conservée comme un musée de sa vie.
- Penelope Jamieson (1942-), évêque anglicane